# Pleiotropia
Pleiotropia (do grego pleio = "muito" e tropo = "mudança") é o conjunto de múltiplos efeitos de um gene. Acontece quando um único gene controla diversas características do fenótipo que muitas vezes não estão relacionadas. É um caso de herença autossômica, ou seja, os genes que vão ser passados para os descendentes se encontram nos cromossomos autossômicos.
Um exemplo clássico de pleiotropia é a fenilcetonúria. A mutação em um único gene que codifica a enzima chamada Fenilalanina hidroxilase (FAH), presente no fígado e necessária para o metabolismo da fenilalanina, causa múltiplos efeitos, como:
- Incapacitação mental
- Redução de pilosidade
- Pigmentação da pele

Um outro exemplo muito conhecido de pleiotropia é a acondroplasia. É um caso de herança autossômica dominante em que os alelos dominantes vão influenciar o funcionamento de enzimas. Estas enzimas vão fazer com que os ossos se formem. Para o indivíduo ser acondroplásico, ele tem que ser heterozigoto'. Se ele for homozigoto dominante, ele não vai formar ossos (não existem indivíduos vertebrados sem ossos). Portanto, pode-se dizer que os alelos AA de homozigotos dominantes são alelos letais.
Ao efeito inverso, quando múltiplos genes controlam a mesma característica, dá-se o nome de hereditariedade poligénica, Interação gênica, ou, ainda, Herança Quantitativa. Um caso de interação gênica é a epistasia. Epistasia é quando um par de alelos inibem a ação de um outro par, impedindo assim que a característica seja formada. O caso de epistasia mais famoso é uma epistasia recessiva (os alelos recessivos inibem os outros alelos) e é relacionada à cor dos pêlos dos cães labradores.
Resumindo, pleiotropia é um par de alelos que condiciona mais de um caráter.
Outro exemplo, e mais simples, é o das cebolas vermelhas e brancas:
As vermelhas são resistentes a ação de determinado fungo parasita, já as brancas não. Sabe-se então que o alelo recessivo é responsável pela cor vermelha e ao mesmo tempo pela produção de uma substância fungicida. Portanto, as cebolas vermelhas não sofrem a ação desses parasitas.

## Histórico
Traços pleiotrópicos foram previamente reconhecidos na comunidade científica, mas não haviam sido experimentados até o experimento com ervilha de Gregor Mendel em 1866. Mendel reconheceu que certas características da planta de ervilha (cor da casca da semente, cor da flor e manchas axiais) pareciam ser herdadas juntas; No entanto, sua correlação com um único gene nunca foi provada. O termo "pleiotropie" foi cunhado pela primeira vez por Ludwig Plate em seu Festschrift, que foi publicado em 1910. Ele originalmente definiu a pleiotropia como ocorrendo quando "várias características dependem de ... [herança]; essas características então sempre aparecerão juntas e podem, portanto, parecer correlacionadas". Esta definição ainda é usada hoje.
Após a definição de Plate, Hans Gruneberg foi o primeiro a estudar os mecanismos da pleiotropia. Em 1938, Gruneberg publicou um artigo dividindo a pleiotropia em dois tipos distintos: pleiotropia "genuína" e "espúria". A pleiotropia "genuína" ocorre quando dois produtos primários distintos surgem de um locus. A pleiotropia "espúria", por outro lado, ocorre quando um produto primário é utilizado de maneiras diferentes ou quando um produto primário inicia uma cascata de eventos com consequências fenotípicas diferentes. Gruneberg chegou a essas distinções depois de fazer experiências em ratos com mutações esqueléticas. Ele reconheceu que a pleiotropia "espúria" estava presente na mutação, enquanto a pleiotropia "genuína" não, invalidando parcialmente sua própria teoria original. Por meio de pesquisas subsequentes, foi estabelecido que a definição de Gruneberg de pleiotropia "espúria" é o que agora identificamos simplesmente como "pleiotropia".
Em 1941, os geneticistas americanos George Beadle e Edward Tatum invalidaram ainda mais a definição de Gruneberg de pleiotropia "genuína", defendendo a hipótese de "um gene-uma enzima" que foi originalmente introduzida pelo biólogo francês Lucien Cuénot em 1903. Essa hipótese mudou pesquisas futuras sobre pleiotropia para como um único gene pode produzir vários fenótipos.
Em meados da década de 1950, Richard Goldschmidt e Ernst Hadorn, por meio de pesquisas individuais separadas, reforçaram as falhas da pleiotropia "genuína". Alguns anos depois, Hadorn particionou a pleiotropia em um modelo de "mosaico" (que afirma que um locus afeta diretamente duas características fenotípicas) e um modelo "relacional" (que é análogo à pleiotropia "espúria"). Esses termos não são mais usados, mas contribuíram para o entendimento atual da pleiotropia.
Ao aceitar a hipótese de um gene e uma enzima, os cientistas se concentraram em como as características fenotípicas não acopladas podem ser afetadas pela recombinação genética e mutações, aplicando-as às populações e à evolução. Esta visão da pleiotropia, "pleiotropia universal", definida como mutações locus sendo capazes de afetar essencialmente todas as características, foi sugerida pela primeira vez pelo Modelo Geométrico de Ronald Fisher em 1930. Este modelo matemático ilustra como a aptidão evolutiva depende da independência da variação fenotípica de mudanças aleatórias (isto é, mutações). Ele teoriza que um aumento da independência fenotípica corresponde a uma diminuição na probabilidade de que uma determinada mutação resulte em um aumento na aptidão.  Expandindo o trabalho de Fisher, Sewall Wright forneceu mais evidências em seu livro de 1968, Evolution and the Genetics of Populations: Genetic and Biometric Foundations, usando a genética molecular para apoiar a ideia de "pleiotropia universal". Os conceitos desses vários estudos sobre evolução semearam vários outros projetos de pesquisa relacionados à aptidão individual.
Em 1957, o biólogo evolucionista George C. Williams teorizou que efeitos antagônicos serão exibidos durante o ciclo de vida de um organismo se ele estiver intimamente ligado e pleiotrópico. A seleção natural favorece genes que são mais benéficos antes da reprodução do que depois (levando a um aumento no sucesso reprodutivo). Sabendo disso, Williams argumentou que se apenas uma ligação estreita estivesse presente, então os traços benéficos ocorreriam antes e depois da reprodução devido à seleção natural. Isso, entretanto, não é observado na natureza e, portanto, a pleiotropia antagônica contribui para a lenta deterioração com a idade (senescência).